# HTR1A
HTR1A (англ. 5-hydroxytryptamine receptor 1A) – білок, який кодується однойменним геном, розташованим у людей на короткому плечі 5-ї хромосоми.  Довжина поліпептидного ланцюга білка становить 422 амінокислот, а молекулярна маса — 46 107.
| 10         |  | 20         |  | 30         |  | 40         |  | 50         |
| ---------- |  | ---------- |  | ---------- |  | ---------- |  | ---------- |
| MDVLSPGQGN |  | NTTSPPAPFE |  | TGGNTTGISD |  | VTVSYQVITS |  | LLLGTLIFCA |
| VLGNACVVAA |  | IALERSLQNV |  | ANYLIGSLAV |  | TDLMVSVLVL |  | PMAALYQVLN |
| KWTLGQVTCD |  | LFIALDVLCC |  | TSSILHLCAI |  | ALDRYWAITD |  | PIDYVNKRTP |
| RRAAALISLT |  | WLIGFLISIP |  | PMLGWRTPED |  | RSDPDACTIS |  | KDHGYTIYST |
| FGAFYIPLLL |  | MLVLYGRIFR |  | AARFRIRKTV |  | KKVEKTGADT |  | RHGASPAPQP |
| KKSVNGESGS |  | RNWRLGVESK |  | AGGALCANGA |  | VRQGDDGAAL |  | EVIEVHRVGN |
| SKEHLPLPSE |  | AGPTPCAPAS |  | FERKNERNAE |  | AKRKMALARE |  | RKTVKTLGII |
| MGTFILCWLP |  | FFIVALVLPF |  | CESSCHMPTL |  | LGAIINWLGY |  | SNSLLNPVIY |
| AYFNKDFQNA |  | FKKIIKCKFC |  | RQ         |  |            |  |            |

A: Аланін

C: Цистеїн

D: Аспарагінова кислота

E: Глутамінова кислота

F: Фенілаланін

G: Гліцин

H: Гістидин

I: Ізолейцин

K: Лізин

L: Лейцин

M: Метіонін

N: Аспарагін

P: Пролін

Q: Глутамін

R: Аргінін

S: Серин

T: Треонін

V: Валін

W: Триптофан

Кодований геном білок за функціями належить до рецепторів, g-білокспряжених рецепторів, білків внутрішньоклітинного сигналінгу. 
Задіяний у такому біологічному процесі як поліморфізм. 
Локалізований у клітинній мембрані, мембрані.